# Гаїска Токеро
Гаїска Токеро (ісп. Gaizka Toquero, нар. 9 серпня 1984, Віторія-Гастейс) — іспанський футболіст, що грав на позиції нападника або флангового півзахисник.

## Ігрова кар'єра
Вихованець футбольних шкіл клубів «Арізнабарра» та «Реал Сосьєдад».
У дорослому футболі дебютував 2003 року виступами за команду «Алавес С», а через два роки перейшов до другої команди клубу, «Алавес В», у якій провів ще один сезон.
Згодом з 2006 по 2007 рік грав у складі команди «Лемона».
Після одного сезону, проведеного за «Лемону», футболіст перейшов до складу команди «Сестао Рівер», а ще через рік — до складу клубу «Ейбар».
Після успішної гри за «Ейбар» Токеро перейшов до складу клубу «Атлетік Більбао» на початку 2009 року. За 6 років встиг відіграти за клуб з Більбао 156 матчів у національному чемпіонаті. У складі клубу був фіналістом розіграшу Ліги Європи сезону 2011—2012 років та фіналістом Кубку Іспанії сезонів 2008—2009 років та 2011—2012 років.
10 липня 2015 року у Гаїски Токеро закінчився контракт із клубом із Більбао, а за чотири дні він підписав дворічний контракт із іншим клубом із Країни Басків — «Алавесом». Зіграв у чемпіонаті за клуб із свого рідного міста 62 матчі, в яких відзначився 10 забитими м'ячами, і в 2017 році став гравцем клубу «Реал Сарагоса», в якому грав до 2019 року, після чого завершив виступи на футбольних полях.
Гаїска Токеро виступав також за збірну Країни Басків, провів за свою регіональну збірну 7 матчів, у яких забив 2 м'ячі.